# María Luisa de Borbón y Parade
María Luisa de Borbón y Parade (Madrid, 4 de abril de 1868-Madrid, 1945) fue una noble española, iii duquesa de Sevilla y grande de España.

## Familia
Hija de Enrique Pío de Borbón y Castellví, ii duque de Sevilla, grande de España, y de su mujer Joséphine Parade y Sibié. Su nombre completo era «María Luisa Enriqueta Josefina de Borbón y Parade».

## Biografía
Nació dos años antes de que se celebrase el matrimonio de sus padres, y sobre ella siempre pesó el estigma de la ilegitimidad. Su propia madre pidió, tras la muerte de don Enrique Pío, que se excluyese a doña María Luisa de la sucesión al ducado, cosa que no llegó a producirse.
Se casó en Londres el 25 de julio de 1894 con Juan de Monclús y Cabanellas (nacido en Barcelona o Madrid, en 1864 y fallecido en Church Stretton (Shropshire) o Londres el 13 de diciembre de 1918, coronel de Caballería, hijo de Francisco de Monclús y Torres y María de los Dolores Cabanellas y Muñoz, regresando posteriormente a España. 
En 1919, después de enviudar, cedió, de nuevo bajo la presión materna, el título a su hermana menor, Enriqueta de Borbón y Parade, que la sucedió como iv duquesa de Sevilla. Su vida, después de ese año, es un completo misterio, existiendo varias hipótesis sobre la fecha de su muerte. Algunas fuentes aseguran que murió, posiblemente en 1945 o incluso después. Willis afirma que Francisco de Paula de Borbón y Escasany, actual duque de Sevilla, da como fecha probable alrededor de 1950, pero no es totalmente seguro.
Murió sin descendencia.